# Sinkiw (Dorf)
Sinkiw (ukrainisch, kyrillisch Зіньків; russisch Зиньков/Sinkow, polnisch Zińków) ist ein Dorf in der ukrainischen Oblast Chmelnyzkyj mit etwa 1500 Einwohnern (2015).

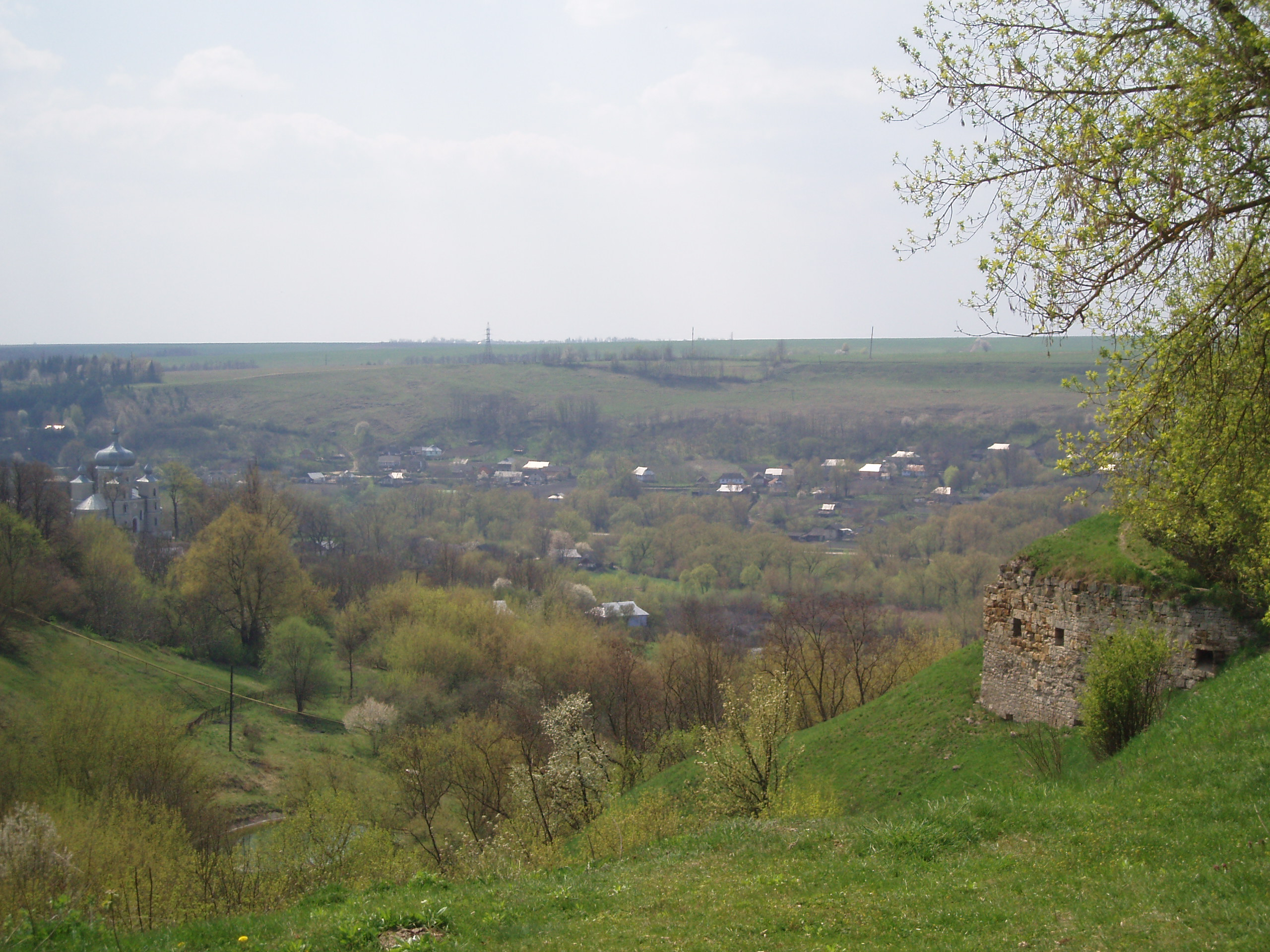
Blick von der Festungsruine auf das Dorf

## Geografie
Die Ortschaft liegt am Ufer der Uschyzja (Ушиця), einem 122 km langen, linken Nebenfluss des Dnister, 16 km nordwestlich vom ehemaligen Rajonzentrum Winkiwzi und etwa 50 km südlich vom Oblastzentrum Chmelnyzkyj.
Durch das Dorf verläuft die Territorialstraße T–23–15.

## Geschichte
Das erstmals 1404 schriftlich erwähnte Dorf erhielt 1458 den Status einer Stadt nach Magdeburger Recht, welcher 1522 vom polnischen König Sigismund I. bestätigt wurde. 1450 errichtete man, zum Schutz vor Überfällen der Tataren, eine Burg. Die gut befestigte Siedlung galt im 16. Jahrhundert mit 1385 Bewohnern in 275 Haushalten (1578) als eine der größten Städte Podoliens. Da die Stadt sich wirtschaftlich gut entwickelte, erhöhte sich die Einwohnerzahl bis 1790 auf 3491 Bewohner in 557 Haushalten und am Ende des 19. Jahrhunderts lebten in 611 Haushalten 4842 Einwohner.
Zwischen dem 10. Juli 1941 und dem 27. März 1944 war das Dorf vom Deutschen Reich besetzt. Während der Okkupation wurden etwa 1500 jüdische Bürger erschossen und 312 Bewohner nach Deutschland deportiert.

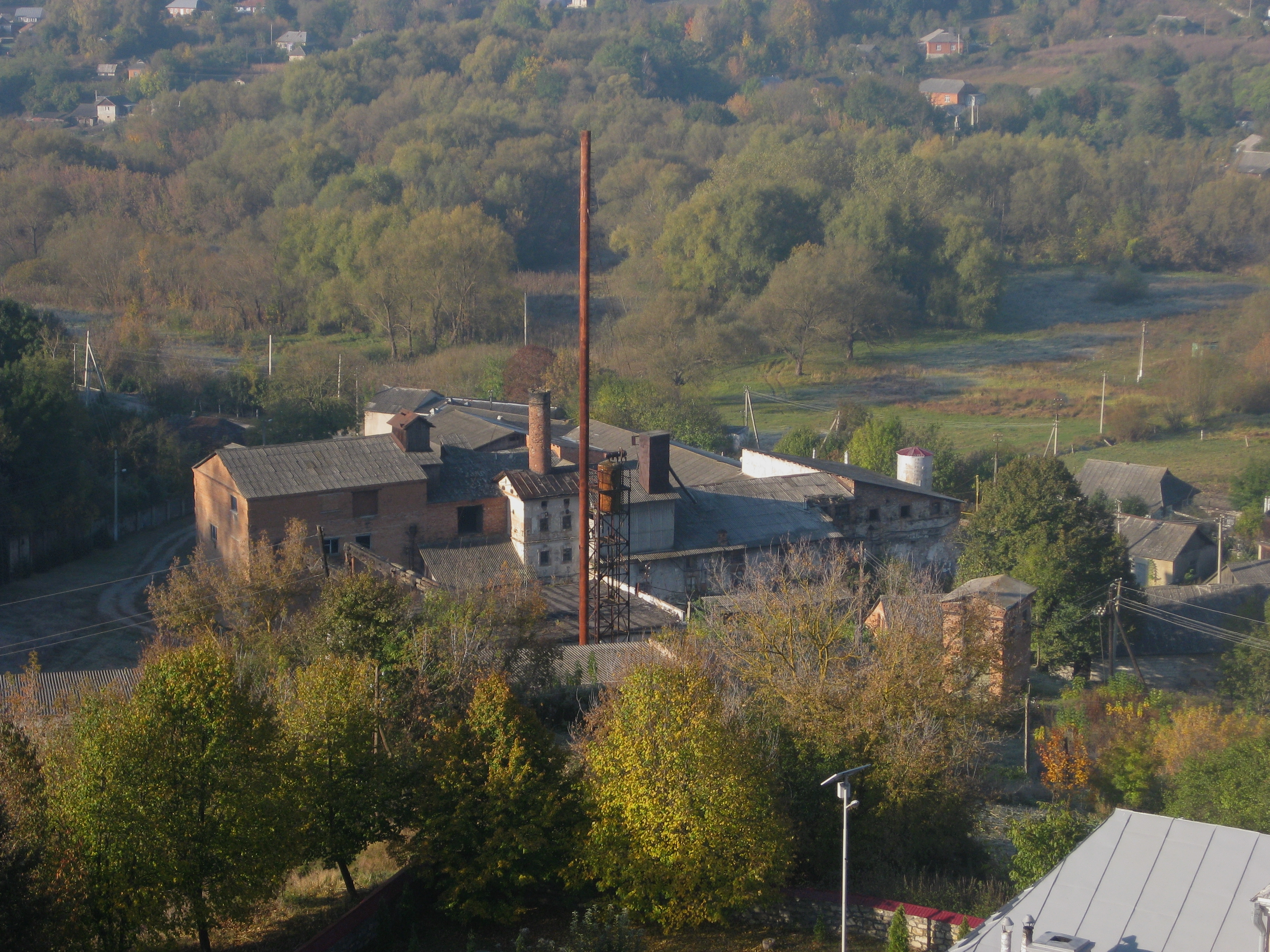
Brauerei im Ort
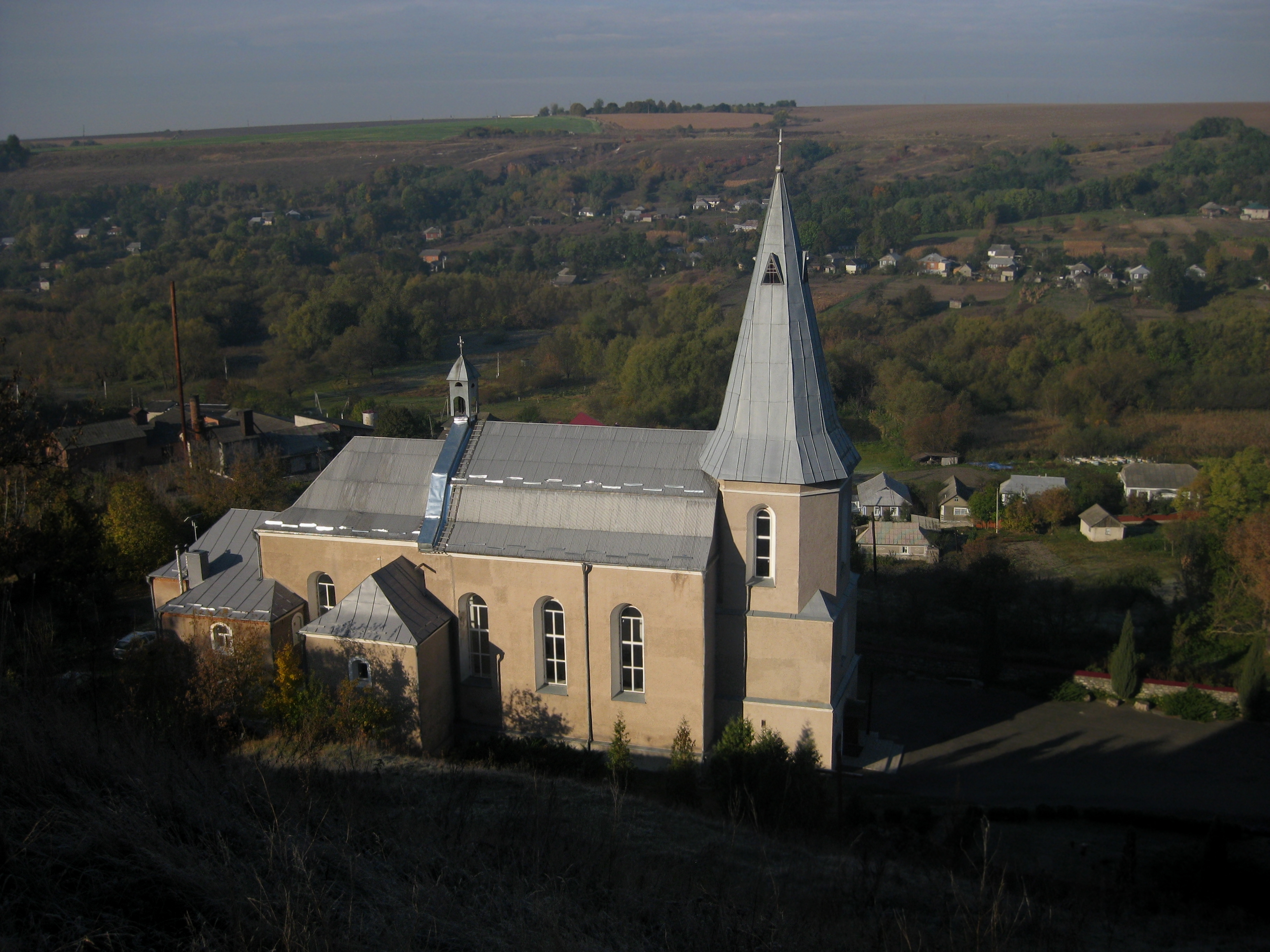
Dreifaltigkeitskirche in Sinkiw
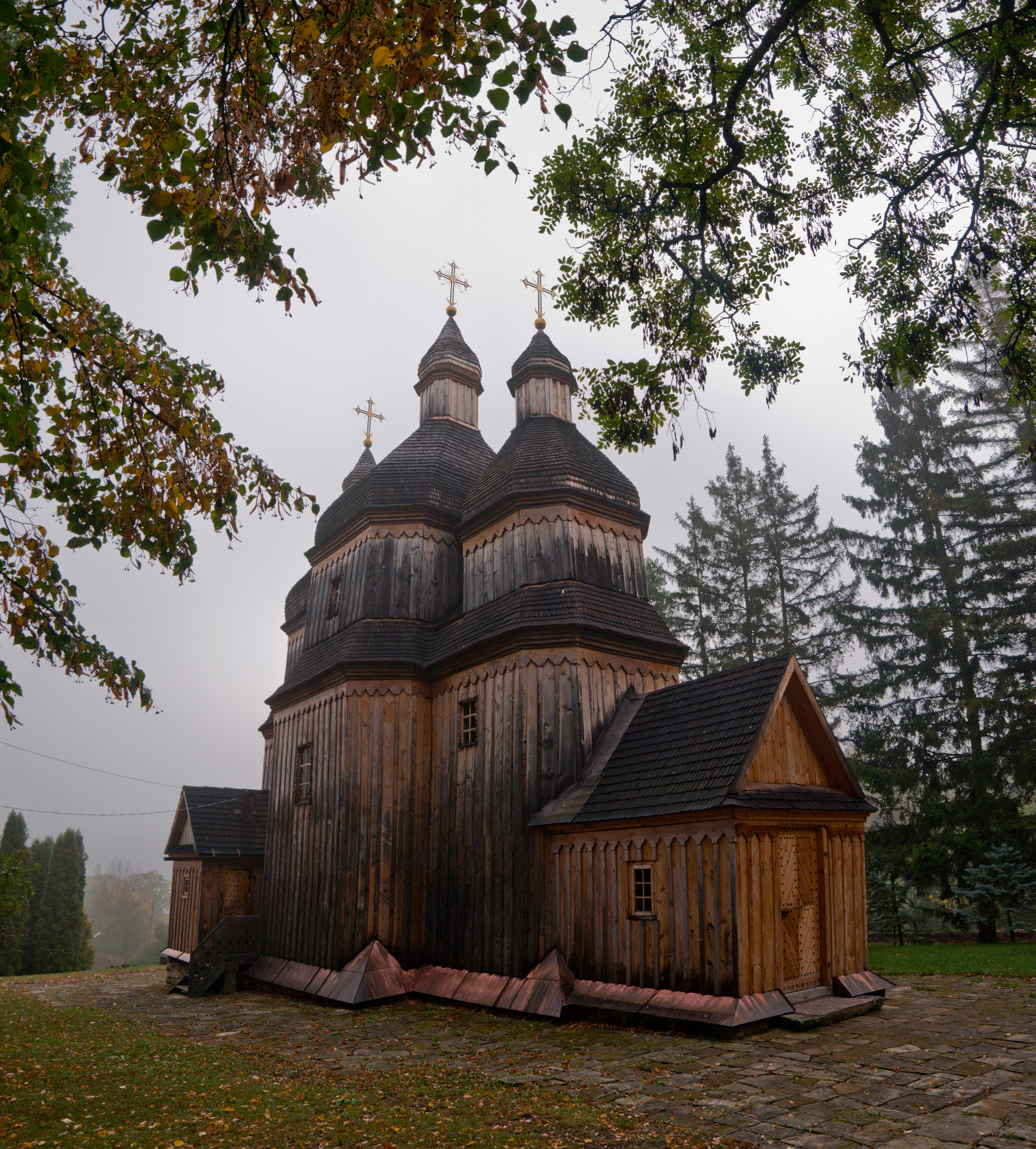
St.-Michael-Holzkirche von 1769
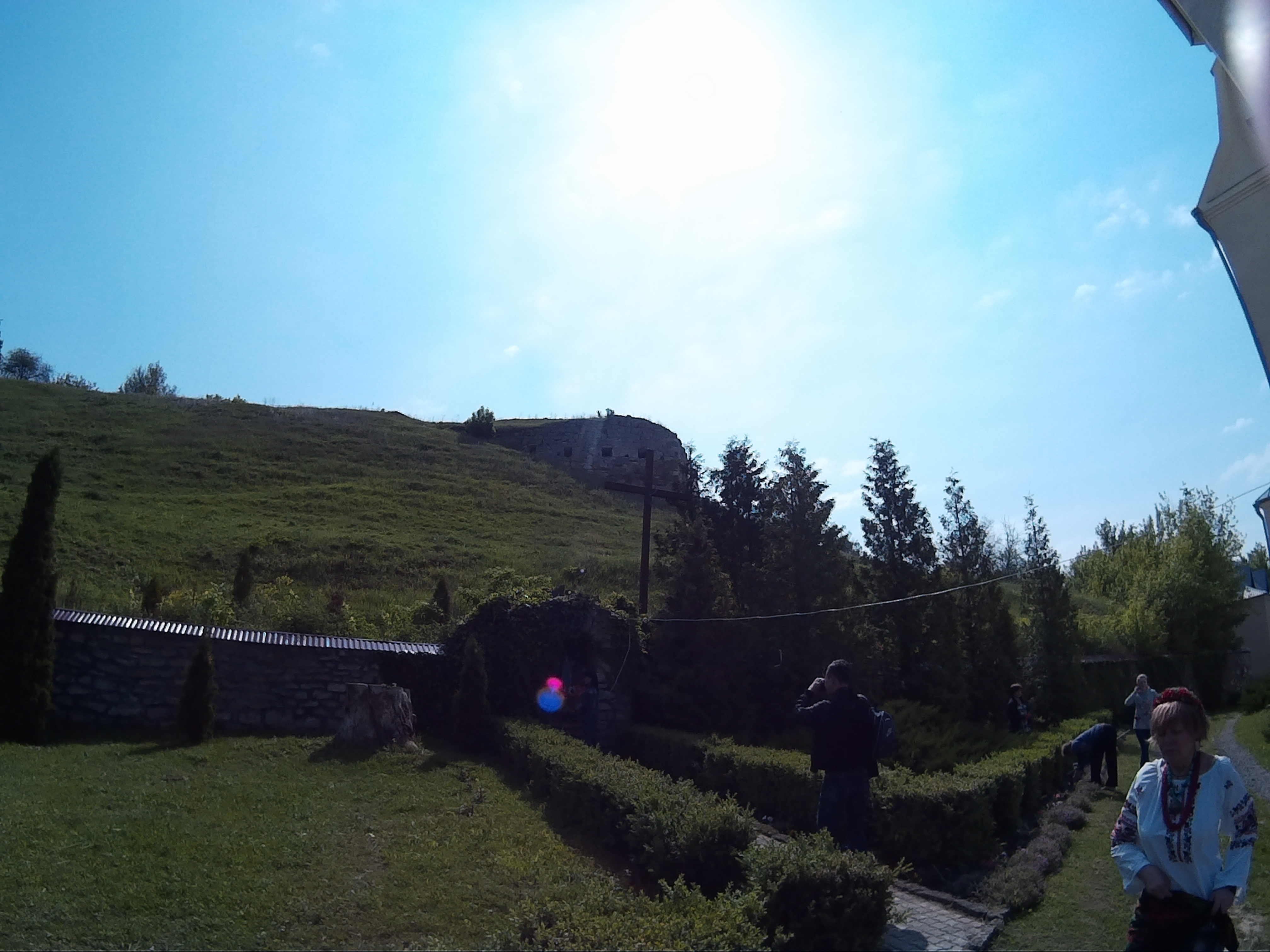
Blick von der Kirche auf die Festung

## Verwaltungsgliederung
Am 12. Juni 2020 wurde das Dorf zum Zentrum der neugegründeten Landgemeinde Sinkiw (Зіньківська сільська громада/Sinkiwska silska hromada). Zu dieser zählen auch die 5 in der untenstehenden Tabelle aufgelisteten Dörfer, bis dahin bildete es zusammen mit dem Dorf Stanislawiwka die gleichnamige Landratsgemeinde Sinkiw (Зіньківська сільська рада/Sinkiwska silska rada) im Westen des Rajons Winkiwzi.
Am 17. Juli 2020 kam es im Zuge einer großen Rajonsreform zum Anschluss des Rajonsgebietes an den Rajon Chmelnyzkyj.
Folgende Orte sind neben dem Hauptort Sinkiw Teil der Gemeinde:
| Name                     | Name          | Name                          |
| ukrainisch transkribiert | ukrainisch    | russisch                      |
| ------------------------ | ------------- | ----------------------------- |
| Adamiwka                 | Адамівка      | Адамовка (Adamowka)           |
| Hrymjatschka             | Грим'ячка     | Гремячка (Gremjatschka)       |
| Pokutynzi                | Покутинці     | Покутинцы (Pokutinzy)         |
| Stanislawiwka            | Станіславівка | Станиславовка (Stanislawowka) |
| Tscherkassiwka           | Черкасівка    | Черкасовка (Tscherkassowka)   |

## Söhne und Töchter der Ortschaft
- Jizchak Orpas (15. Oktober 1923 – 14. August 2015), israelischer Schriftsteller.